# Acordo nuclear Brasil-Alemanha
O Acordo nuclear Brasil-Alemanha foi assinado em 1975 pelo Brasil e pela Alemanha, representada ainda pela empresa KWU do grupo Siemens, para a construção de oito reatores nucleares. Contudo, após décadas apenas duas usinas foram construídas: Angra 1 e Angra 2. A construção da terceira, Angra 3, foi há muito esquecida, mas no final da década de 2000, após passar novamente por processos licitatórios, a construção foi reassumida pelo governo e planejada para ter seu início a partir de 2010.
Conjuntamente à construção e operação das usinas, ocorreu a transferência de tecnologia para o país, o que levou também o Brasil a um desenvolvimento tecnológico próprio, do qual resultou o domínio sobre praticamente todas as etapas de fabricação do combustível nuclear e permitiu a formação de mão-de-obra qualificada no setor. No entanto, por interferência dos Estados Unidos, não foi permitida a transferência de tecnologia alemã de enriquecimento de urânio, motivando o desenvolvimento no Brasil de um sistema próprio, que atingiu capacidade comercial de produção a partir de 2004.